# Bothus ocellatus
Bothus ocellatus és un peix teleosti de la família dels bòtids i de l'ordre dels pleuronectiformes.

## Morfologia
Pot arribar als 18 cm de llargària total.

## Distribució geogràfica
Es troba des de les costes del Canadà fins a Nova York i Bermuda, i des del nord del Golf de Mèxic fins al sud del Brasil.